# Wielki Meczet w Xi’an
Wielki Meczet w Xi’an (chiń.: 西安大清真寺; pinyin: Xī’ān Dà Qīngzhēnsì) – meczet w mieście Xi’an, w prowincji Shaanxi, w Chinach. Jeden z najstarszych i najbardziej znanych w całym kraju.
Meczet został zbudowany w 742 roku, w okresie rządów dynastii Tang (za panowania cesarza Xuanzonga) i był wielokrotnie odnawiany w późniejszych okresach (zwłaszcza podczas panowania cesarza Hongwu z dynastii Ming). Jest ciągle używany przez chińskich muzułmanów (głównie przez mniejszość etniczną Hui), jednakże stanowi również często odwiedzaną atrakcję turystyczną. W przeciwieństwie do większości meczetów z Bliskiego Wschodu i krajów arabskich, Wielki Meczet w Xi’an jest budowlą w typowo chińskim stylu architektonicznym, czyli nie posiada kopuły ani minaretów. Wyjątek stanowią niektóre arabskie napisy i zdobienia.